# 305-мм гаубиця Віккерса
305-мм облогова гаубиця Віккерса — гармата великої потужності британської та російської армій у Першу світову війну виробництва компанії «Віккерс». Перевозилася виключно механічною тягою. Закуплено для потреб важкої артилерії Росією в Британії разом з тягачами та снарядами.

## Історія застосування
8 жовтня 1914 року Головне артилерійське управління (ГАУ) Російської імперії  уклало контракт з компанією «Віккерса» на постачання чотирьох 305-мм облогових мортир (гаубиць) за ціною 310 тис. рублів за штуку і 3 200 фугасних снарядів за ціною 640 рублів за штуку. 2 грудня 1914 року вийшло нове замовлення на п'ять гаубиць і 4 000 фугасних снарядів. Загальна вартість другого замовлення — 147 тис.
фунтів стерлінгів. Заодно для транспортування 305-мм і 203-мм гаубиць в Англії було замовлено сто сорок три трактори. 
У 1915 році в Росію з Англії надійшли дві 305-мм гаубиці, сім інших прибули в 1916 році. До 1917 року вісім 305-мм гаубиць Віккерса увійшли до складу ВАОП (важка артилерія особливого призначення) у 202-гу артилерійську бригаду. З них сформували чотири батареї літери «Д». Подальшу долю цих гаубиць встановити не вдалося. У всякому разі, до 1922 року в РСЧА або на комплектних складах 305-мм гаубиць Віккерса не було. У травні 1922 року три лафета з-під цих гаубиць направили на Тамбовський артсклад. Снаряди від 305-мм гаубиць Віккерса за радянських часів увійшли в боєкомплект 305-мм гаубиця зразка 1915 року

## Характеристики та властивості боєприпасів
| Номенклатура боєприпасів                   |            |                  |             |                          |                       |
| Тип                                        | Індекс ГАУ | Маса снаряду, кг | Маса ВР, кг | Початкова швидкість, м/с | Дальність таблична, м |
| Гарматні гранати                           |            |                  |             |                          |                       |
| Фугасний снаряд для 12-дм гаубиць Віккерса | 53-Ф-724К  | 344              | 55,06       | ?                        | ?                     |